# Achaea illustrata
Achaea illustrata is een vlinder van de familie van de spinneruilen (Erebidae). De wetenschappelijke naam van deze soort is voor het eerst voorgesteld door Francis Walker in een publicatie uit 1858.
De soort komt voor in het Afrotropisch gebied waaronder Gambia, Sierra Leone, Ivoorkust, Burkina Faso, Ghana, Nigeria, Kameroen, Sao Tomé en Principe, Gabon, Congo-Kinshasa, Eritrea, Ethiopië, Kenia, Tanzania, Zuid-Afrika, Eswatini en Jemen.